# 화이트 크리스마스 (2011년 드라마)
《화이트 크리스마스》는 2011년 1월 30일부터 2011년 3월 20일까지 방영된 KBS 드라마 스페셜 연작 시리즈의 세 번째 작품이다.

## 줄거리
“너는 나를 비참하게 물들였고, 너는 나를 구석괴물로 만들었고, 너는 내가 아는 것을 침묵했어. 너는 내 가망없는 희망을 비웃었고, 너는 내가 가진 단 하나를 빼앗아 목에 걸었고, 너는 내가 내미는 손을 잡았다 놓아버렸고, 그리고 너는 눈앞의 나를 지워버렸고, 마지막으로 너는 나를 가로챘어.”"괴물은 태어나는걸까, 만들어지는걸까"
외부와 단절된 산속에 위치한 상위 0.1%만 들어갈 수 있다는 입시 명문 사립고 수신고등학교. 완벽한 시설과 학생들을 지켜보기위한 수많은 CCTV, 학생과 교직원 모두 기숙사생활을 하는 수신고등학교에 8일 간의 방학이 주어진다. 모두 떠난 그곳에 발신자를 알 수 없는 저주가 담긴 편지를 받고 자처해서 남은 일곱 명의 학생과 한 명의 당직교사, 그리고 몰래 남은 한 학생만이 그곳에 남게 된다.
학교에 남은 학생들과 선생님이 식탁에 둘러앉아 식사를 하며 이야기를 나누던중 밖에서 요란한 경보음이 들려 달려가보니 눈길에 교통사고를 당해 부상을 입은 정신과 의사 '김요한'이 도움을 요청하며 이야기는 본격적으로 시작된다.

## 등장 인물

### 주요 인물
- 김상경 : 김요한 역
- 백성현 : 박무열 역
- 김영광 : 조영재 역
- 이수혁 : 윤수 역
- 곽정욱 : 양강모 역
- 홍종현 : 이재규 역
- 이솜 : 유은성 역
- 김우빈[1] : 강미르 역
- 성준 : 최치훈 역
- 정석원 : 윤종일 역
- 이엘 : 오정혜 역

### 그 외 인물
- 정석원 : 윤종일 역
- 김경룡 : 경찰 역
- 오기영 : 경찰 역
- 이일섭 : 경찰 역
- 이용이 : 교장 역
- 박용진 : 유은성의 아버지 역
- 김예령 : 유은성의 어머니 역
- 이종래 : 윤수의 아버지 윤영섭 역
- 김희윤 : 윤수의 어머니 역
- 이주석 : 박무열의 아버지 역
- 조용상 : 조영재의 아버지 역
- 원종례 : 조영재의 어머니 역
- 김수완 : 선희 이모 역
- 안성훈 (아역)
- 김미르 (아역)
- 강현구 (아역)
- 유장영

### 특별출연
- 조성하 : 수신고 3대 이사장 강승조 역

## 방영 목록
| 제1회 | 1월 30일 | 악마는 스스로 문을 열지 못한다                |
| 제2회 | 2월 6일  | 참회하라 이미 늦었을지라도                    |
| 제3회 | 2월 13일 | 길 떠난 소년이 만나는 것                      |
| 제4회 | 2월 20일 | 마주 세운 거울에서는 악마가 튀어나온다        |
| 제5회 | 2월 27일 | 사자가 기다리는 강가                          |
| 제6회 | 3월 6일  | 운명은 선악을 구분하지 않는다                 |
| 제7회 | 3월 13일 | 경계선에 선 아이들을 위한 변명                |
| 제8회 | 3월 20일 | 괴물은 태어나는 걸까 만들어지는 걸까 (최종회) |

## 같이 보기
- 크리스마스 영화 목록